# Цепле (Мазовецьке воєводство)
Цепле (пол. Ciepłe) — село в Польщі, у гміні Жаб'я Воля Ґродзиського повіту Мазовецького воєводства.
Населення — 79 осіб (2011).
У 1975-1998 роках село належало до Скерневицького воєводства.

## Демографія
Демографічна структура станом на 31 березня 2011 року:
|          | Загалом | Допрацездатний вік | Працездатний вік | Постпрацездатний вік |
| -------- | ------- | ------------------ | ---------------- | -------------------- |
| Чоловіки | 38      | 10                 | 26               | 2                    |
| Жінки    | 41      | 10                 | 23               | 8                    |
| Разом    | 79      | 20                 | 49               | 10                   |